# 무채색
무채색(無彩色)은 명도는 갖추고 있으나, 색상과 채도를 갖추고 있지 않은 색으로 하양과 검정, 회색이 있다. 그러나 은색을 무채색에 포함하는 경우도 있다. 
- 사물의 색

자연광 아래에서 무채색은 어떤 물질이 가시광선 전 영역에서 고르게 빛을 흡수, 반사하기 때문에 나타나는 색이다. 빛을 반사하는 정도가 클수록 흰색에 가깝고 반사가 적으면 검은색에 가까운 색을 나타낸다.
- RGB 가산혼합과 무채색

RGB 가산혼합에서 무채색은 모든 채널의 광원의 값이 동일할 때 나타난다. 채널의 값이 클수록 흰색에 가깝게 된다.
- CMYK 감산혼합과 무채색

CMYK 감산혼합에서 무채색은 K값만을 갖는다. 물감이나 안료의 배합에서 다른 원색의 사용 없이 검정의 농도만으로 색이 표현된다.
- 그레이스케일

화면이나 종이 등에 무채색만으로 이미지를 출력하는 것을 그레이스케일이라고 한다.

## 국기와 무채색
모리셔스, 카메룬, 세네갈, 말리, 방글라데시 등 일부 국가의 국기를 제외한 모든 국기에 무채색이 들어간다.

## 기본 색 이름
| 기본색이름 | 대응 영어(참고)                        | 약호(참고) |
| ---------- | -------------------------------------- | ---------- |
| 하양(백)   | White                                  | Wh         |
| 회색(회)   | (neutral) Grey(영), (neutral) Gray(미) | Gy         |
| 검정(흑)   | Black                                  | Bk         |

## 무채색의 색상
| 색상 | 색 이름     | 웹 색상 | RGB           | CMYK        | HSB         |
| ---- | ----------- | ------- | ------------- | ----------- | ----------- |
|      | 하양        | #FFFFFF | (255,255,255) | (0,0,0,0)   | (0,0%/100%) |
|      | 밝은 회색   | #D3D3D3 | (211,211,211) | (0,0,0,17)  | (0,0%/83%)  |
|      | 은색        | #C0C0C0 | (192,192,192) | (0,0,0,25)  | (0,0%/75%)  |
|      | 회색        | #808080 | (158,158,158) | (0,0,0,50)  | (0,0%/50%)  |
|      | 어두운 회색 | #696969 | (105,105,105) | (0,0,0,41)  | (0,0%/59%)  |
|      | 검정        | #000000 | (0,0,0)       | (0,0,0,100) | (0%,0%/0%)  |

## 같이 보기
- 유채색
- 회색